# Lisa Blunt Rochester
Lisa LaTrelle Blunt Rochester (Philadelphia, 10 februari 1962) is een Amerikaans politica van de Democratische Partij. Sinds 2017 zetelt ze namens het at-large congresdistrict van Delaware in het Huis van Afgevaardigden. Rochester is zowel de eerste vrouw als de eerste Afro-Amerikaan die Delaware vertegenwoordigt in het Amerikaans Congres. Binnen de partij geldt ze als gematigd progressief.